# Schulbuchaktion
Die Schulbuchaktion ist eine Sachleistung in Österreich, die vom Bundesministerium für Wirtschaft, Familie und Jugend und dem Bundesministerium für Unterricht, Kunst und Kultur getragen wird. Über die Schulbuchaktion werden Schüler unentgeltlich mit Unterrichtsmitteln ausgestattet.
Am 9. Juli 1972 wurde die Einführung der Schulbuchaktion im Nationalrat beschlossen. Zwischen 1995 und 2010 mussten Eltern einen Selbstbehalt zahlen.
Die Schulbuchaktion ist geregelt im Abschnitt Ic des Familienlastenausgleichsgesetzes von 1967. In der Fassung vom 2. März 2013 lautet dieser:

„Zur Erleichterung der Lasten, die den Eltern durch die Erziehung und Ausbildung der Kinder erwachsen, sind Schülern, die eine öffentliche oder mit dem Öffentlichkeitsrecht ausgestattete Pflichtschule, mittlere oder höhere Schule im Inland als ordentliche Schüler besuchen oder die die allgemeine Schulpflicht durch Teilnahme an einem Unterricht im Inland gemäß § 11 des Schulpflichtgesetzes 1985 erfüllen, die für den Unterricht notwendigen Schulbücher im Ausmaß eines Höchstbetrages nach Maßgabe der folgenden Bestimmungen unentgeltlich zur Verfügung zu stellen.“

Da im Jahr 1995 eine Kostenobergrenze eingeführt wurde, die auch in den Jahren danach nur marginal angehoben wurde, wurde es im Laufe der Jahre nicht mehr möglich für alle Schüler die Bücher anzukaufen. Um den Schülern trotzdem den Buchinhalt nicht vorzuenthalten, kopieren die Lehrer die Inhalte, wodurch sie aber in die Problematik des Urheberrechts gedrängt werden und andererseits der Verlag Verluste erleidet.